# Mecysmauchenius
Mecysmauchenius és un gènere d'aranyes araneomorfes de la família dels mecismauquènids (Mecysmaucheniidae). Fou descrit per primera vegada l'any 1884 per Eugène Simon. Les espècies d'aquest gènere es troben a l'Argentina, Xile i les illes Malvines.

## Taxonomia
Segons el World Spider Catalog amb data de desembre de 2018 conté 17 espècies.
- Mecysmauchenius canan Forster & Platnick, 1984
- Mecysmauchenius chacamo Forster & Platnick, 1984
- Mecysmauchenius chapo Forster & Platnick, 1984
- Mecysmauchenius chepu Forster & Platnick, 1984
- Mecysmauchenius chincay Forster & Platnick, 1984
- Mecysmauchenius eden Forster & Platnick, 1984
- Mecysmauchenius fernandez Forster & Platnick, 1984
- Mecysmauchenius gertschi Zapfe, 1960
- Mecysmauchenius newtoni Forster & Platnick, 1984
- Mecysmauchenius osorno Forster & Platnick, 1984
- Mecysmauchenius platnicki Grismado & Ramírez, 2005
- Mecysmauchenius puyehue Forster & Platnick, 1984
- Mecysmauchenius segmentatus Simon, 1884 (espècie tipus)
- Mecysmauchenius termas Forster & Platnick, 1984
- Mecysmauchenius thayerae Forster & Platnick, 1984
- Mecysmauchenius victoria Forster & Platnick, 1984
- Mecysmauchenius villarrica Forster & Platnick, 1984